# 荻田大樹
荻田 大樹（おぎた ひろき、1987年12月30日 - ）は、日本の陸上競技選手。専門は棒高跳。

## 来歴・人物
香川県出身。観音寺市立大野原中学校、香川県立観音寺第一高等学校を経て、関西学院大学商学部卒業。
大野原中学で棒高跳を始め、観音寺第一高校に進学し、高校3年の2005年（平成17年）国体少年男子Aで優勝。
2006年（平成18年）関西学院大学に進学。同年7月の日本ジュニア選手権で自己ベストを更新する5m20で優勝。同年8月に世界ジュニア選手権（北京）に出場したが、5m10で予選落ちした。
2008年（平成20年）6月、関西学生対校選手権で学生記録（当時）の5m56を記録を樹立した。2009年（平成21年）12月、東アジア競技大会（香港）で優勝。
2010年（平成22年）ミズノに入社。2011年（平成23年）第95回日本陸上競技選手権大会で準優勝、アジア陸上競技選手権大会（神戸）に初出場して準優勝。国体成年で初優勝。
2012年（平成24年）2月にオープン出場の日本ジュニア室内大阪大会で5m60を記録して4年ぶりに自己ベストを更新するとともにロンドンオリンピック参加標準B記録も突破。4月の織田幹雄記念国際陸上競技大会で自己ベストをさらに更新する5m65（当時日本歴代4位）を記録して初優勝したが、6月の第96回日本選手権で5m32の3位となりオリンピックを逃した。
2013年（平成25年）4月、織田記念で2連覇。アメリカのマウント・サック・リレーで5m70（当時日本歴代3位）を記録して自己ベストを更新。同年6月の第97回日本選手権は3位だったが、世界陸上競技選手権大会代表に決定した。初出場した8月の世界選手権（モスクワ）は5m40で予選落ち。
2014年（平成26年）東日本実業団選手権で5m61を跳びアジア競技大会派遣標準Bを突破したが、第98回日本選手権2位で代表入りはならなかった。
2015年（平成27年）静岡国際で5m65を跳び世界選手権派遣標準を突破。第99回日本選手権でも初優勝を達成し、世界選手権代表に決定。世界選手権（北京）ではシーズンベストの5m65を成功したが、5m70で失敗して予選敗退。
2016年（平成28年）4月、テキサスリレーで自己ベストタイの5m70を記録し、リオデジャネイロオリンピック派遣設定記録を突破。同年6月、第100回日本選手権は5m60で2位（山本聖途と同順位）となり、派遣設定記録を突破している選手の中で最上位となったためオリンピック出場が決定した。8月13日のリオ五輪棒高跳び予選では5m30、5m45をいずれも2回目で成功したが、5m60で失敗して予選敗退（21位）。
2017年、織田記念において自己ベストタイの5m70で優勝し、世界選手権（ロンドン）参加標準記録を突破。セイコーゴールデングランプリも5m60で優勝。第101回日本選手権は5位。3大会連続3度目の出場となった世界選手権は5m45の全体18位で予選敗退となった。

## 年次ベスト
| 年     | 所属        | 記録 | 備考                                        |
| ------ | ----------- | ---- | ------------------------------------------- |
| 2003年 | 観音寺一高1 | 4m70 |                                             |
| 2004年 | 観音寺一高2 | 5m00 |                                             |
| 2005年 | 観音寺一高3 | 5m00 |                                             |
| 2006年 | 関西学院大1 | 5m20 |                                             |
| 2007年 | 関西学院大2 | 5m25 |                                             |
| 2008年 | 関西学院大3 | 5m56 | 日本学生記録（当時）関西学生対校選手権にて  |
| 2009年 | 関西学院大4 | 5m55 |                                             |
| 2010年 | ミズノ      | 5m50 |                                             |
| 2011年 | ミズノ      | 5m50 |                                             |
| 2012年 | ミズノ      | 5m65 | 織田記念にて                                |
| 2013年 | ミズノ      | 5m70 | 日本歴代3位（当時）マウントサックリレーにて |
| 2014年 | ミズノ      | 5m61 | 東日本実業団選手権にて                      |
| 2015年 | ミズノ      | 5m65 |                                             |
| 2016年 | ミズノ      | 5m70 |                                             |
| 2017年 | ミズノ      | 5m70 |                                             |